# Ancistrocerus waldenii
Ancistrocerus adiabatus (лат.) — вид одиночных ос из семейства Vespidae.

## Распространение
Встречаются в Северной Америке: Канада и США.

## Описание
Длина переднего крыла самок 8,0—10,0 мм, а у самцов — 6,0—9,0 мм. Окраска тела в основном чёрная с жёлтыми отметинами. Гнёзда строят на камнях и стенах. Для кормления своих личинок добывают в качестве провизии гусениц бабочек из семейства Tortricidae.